# کلیفورد آندو
کلیفورد آندو (انگلیسی: Clifford Ando؛ زادهٔ ۱ ژانویهٔ ۱۹۶۹) مورخ، استاد دانشگاه، و فیلسوف اهل ایالات متحده آمریکا است. متخصص در زمینه حقوق روم و دین در روم باستان است. کار او عمدتاً به قانون، مذهب و حکومت در دوران امپراتوری روم می‌پردازد.